# Tĩnh An, Nghi Xuân
Tĩnh An (chữ Hán giản thể: 靖安县, âm Hán Việt: Tĩnh An huyện) là một huyện thuộc địa cấp thị Nghi Xuân, tỉnh Giang Tây, Cộng hòa Nhân dân Trung Hoa. Huyện này có diện tích 1377,49 ki-lô-mét vuông, dân số 135.000 người. Mã số bưu chính của huyện Tĩnh An là 330600, mã vùng điện thoại là 0795.

## Hành chính
Huyện Tĩnh An được chia ra làm 11 đơn vị hành chính cấp hương, gồm 5 trấn và 6 hương. Ngoài ra huyện này còn quản lí 1 đơn vị tương đương cấp hương khác.
- Trấn: Song Khê (双溪镇), Nhân Thủ (仁首镇), Bảo Phong (宝峰镇), Cao Hồ (高湖镇), Tảo Đô (璪都镇)
- Hương: Hương Điền (香田乡), Thủy Khẩu (水口乡), Trung Nguyên (中源乡), La Loan (罗湾乡), Tam Trảo Lôn (三爪仑乡), Lôi Công Tiêm (雷公尖乡)

Đơn vị ngang cấp hương khác
- Khu công nghiệp huyện Tĩnh An (靖安县工业园区)